# Стивенсон, Генри
Ге́нри Сти́венсон Га́ррауэй (англ. Henry Stephenson Garraway; 16 апреля 1871 — 24 апреля 1956), при рождении Га́рри Стивенсон Гаррауэй (англ. Harry Stephenson Garraway) — британский актёр театра и кино.

## Биография
Гарри Стивенсон родился в Гренаде, Британская Вест-Индия. Получил образование в Рагби, графство Уорикшир. Актёром дебютировал на Бродвее в 1901 году в постановке «Послание с Марса». В последующее десятилетие он примет участие более чем в 30 постановках. С 1917 года Стивенсон стал играть эпизодические роли в немых фильмах. Между 1931 и 1932 годами актёр более 200 раз выступил на Бродвее в пьесе «Синара», а в 1932 году снялся в её экранизации.
В том же 1932 году Стивенсон сыграл Чарльза Герсти в картине «Женщина с рыжими волосами» и доктора Эллиотт в «Билле о разводе». В следующем году он появился в фильме «Маленькие женщины», с Кэтрин Хепбёрн, Джоан Беннетт и Полом Лукасом в главной роли. Среди других киноработ актёра фильмы «Мятеж на „Баунти“» (1935), «Одиссея капитана Блада» (1935), «Атака лёгкой кавалерии» (1936), «Мария-Антуанетта» (1938) и другие. Всего в период с 1917 по 1951 год Стивенсон снялся более чем в 90 фильмах, играя от врача или профессора до судьи или аристократа.
Генри Стивенсон был женат на актрисе Энн Шоумэйкер (1891—1978), в браке у них родилась дочь. Умер актёр 24 апреля 1956 года в Сан-Франциско. Был похоронен на кладбище Кенсико.

## Фильмография
- 1933 — Маленькие женщины
- 1934 — Принцесса на тридцать дней
- 1935 — Мятеж на «Баунти»
- 1935 — Одиссея капитана Блада
- 1936 — Атака лёгкой кавалерии
- 1937 — Принц и нищий
- 1938 — Мария-Антуанетта
- 1939 — Приключения Шерлока Холмса
- 1939 — Частная жизнь Елизаветы и Эссекса
- 1946 — Медальон
- 1947 — С незапамятных времён
- 1947 — Айви
- 1948 — Оливер Твист
- 1949 — Вызов Лесси